# MiniMetro
Die MiniMetro von Leitner ist ein schienengebundenes Verkehrssystem für den öffentlichen Personennahverkehr über kürzere und mittlere Distanzen, dessen Antrieb über umlaufende Zugseile erfolgt.

## Technik
An das angetriebene, ständig umlaufende Zugseil werden die antriebslosen Fahrzeuge individuell an- und abgekuppelt, je nach Bedarf. Im Gegensatz etwa zur pendelnden Standseilbahn sind deshalb die Abstände von Zwischenhalten technisch nicht vorgegeben, die Anzahl der Fahrzeuge nicht begrenzt und der Halt der einzelnen Fahrzeuge voneinander unabhängig. Das System kann aber auch mit fix an das Förderseil geklemmten Fahrzeugen errichtet werden.

## Umsetzung

### Bestehende Anlagen

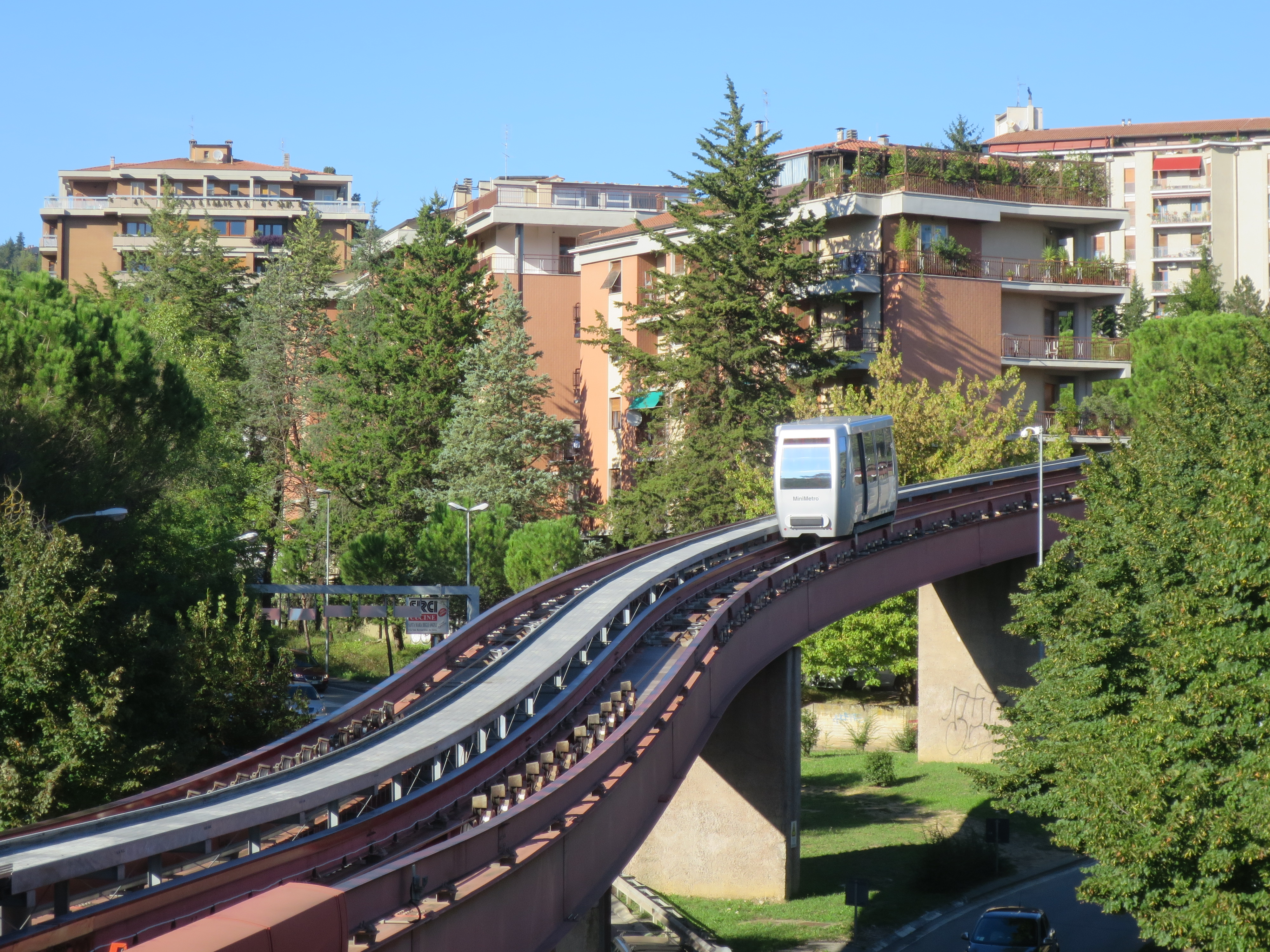
Minimetrò Perugia

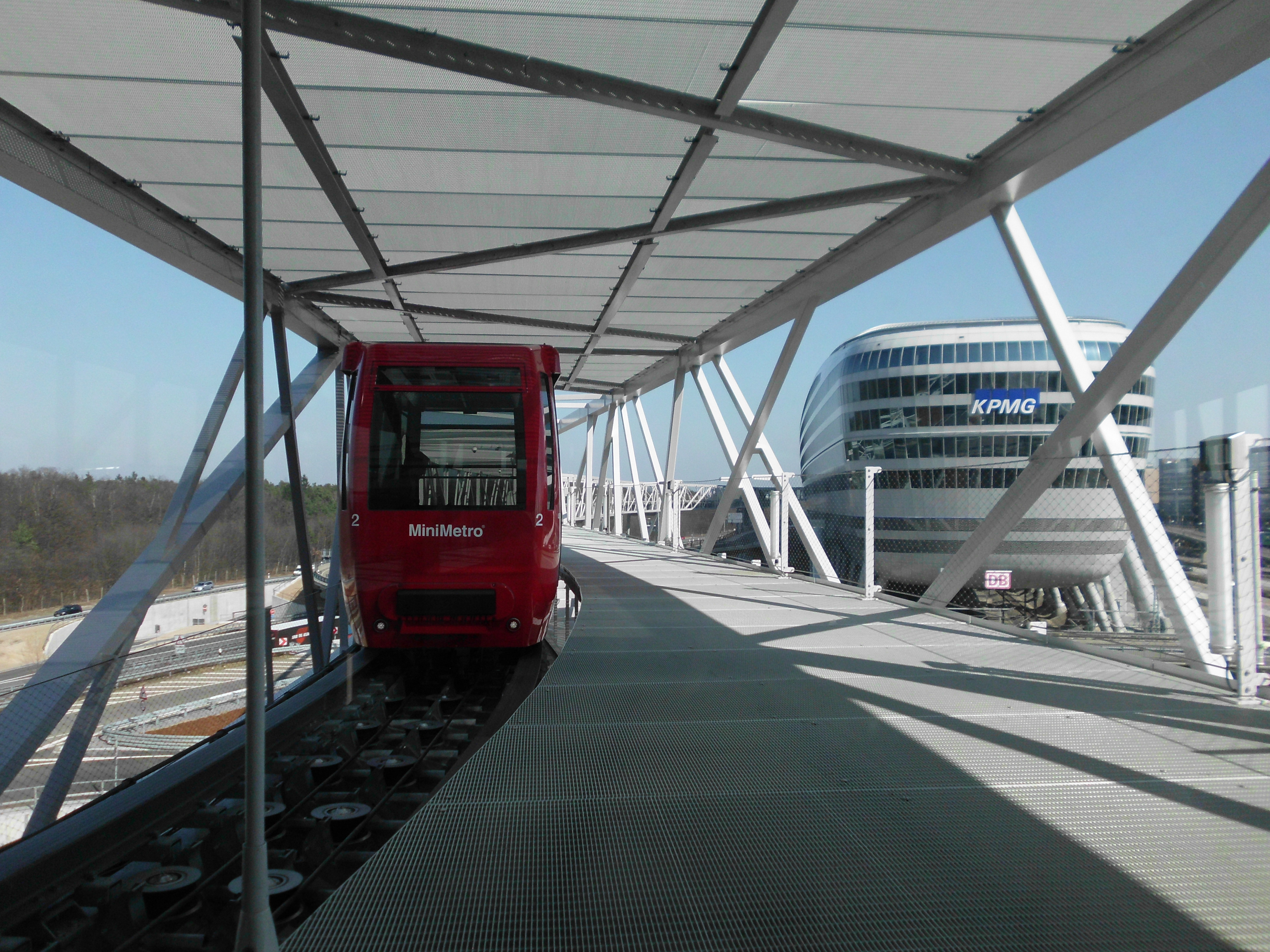
MiniMetro bei The Squaire

- Im italienischen Perugia wurde im Februar 2008 die Minimetrò Perugia mit sieben Haltestellen eingeweiht. Sie verfügt über 25 Fahrzeuge und verkehrt auf einer ca. 4 km langen Strecke.
- Eine Anlage mit dem Namen Squaire-Metro verbindet am Frankfurter Flughafen das Bürogebäude The Squaire mit einem Parkhaus.[1]
- Im Flughafen Zürich verbindet die Luftkissenbahn Skymetro seit 2003 das Airside Center mit dem Dock E.[2]
- Seit 2017 verbindet der sogenannte Pisa Mover den Flughafen Pisa mit dem Hauptbahnhof von Pisa.[3]

- Eine MiniMetro verbindet am Flughafen Kairo-International in Ägypten zwei Terminals und fährt im Pendelbetrieb auf Luftkissen.[4]